# Rra
Cette page contient des caractères spéciaux ou non latins. S’ils s’affichent mal (▯, ?, etc.), consultez la page d’aide Unicode.
Rra, ռա en arménien ([ɾɑ]), est la 28e lettre de l'alphabet arménien.

## Linguistique
Rra est utilisé pour représenter le son de :
- en arménien classique, [r] ;
- en arménien moderne (oriental et occidental), [ɾ].

Dans la norme ISO 9985, la lettre est translittérée par « ṙ ».

## Représentation informatique
- Unicode[1] :
  - Capitale Ռ : U+054C
  - Minuscule ռ : U+057C